# Daleville, Alabama
Daleville là một thành phố thuộc quận Dale, tiểu bang Alabama, Hoa Kỳ. Dân số năm 2009 là 4532 người, mật độ đạt 124 người/km².